# Peter Brdenk
Peter Brdenk (* 1959 in Essen) ist ein deutscher Architekt und Lichtgestalter. Bekannt wurde er durch künstlerisch orientierte Lichtinstallationen im öffentlichen Raum.

## Leben

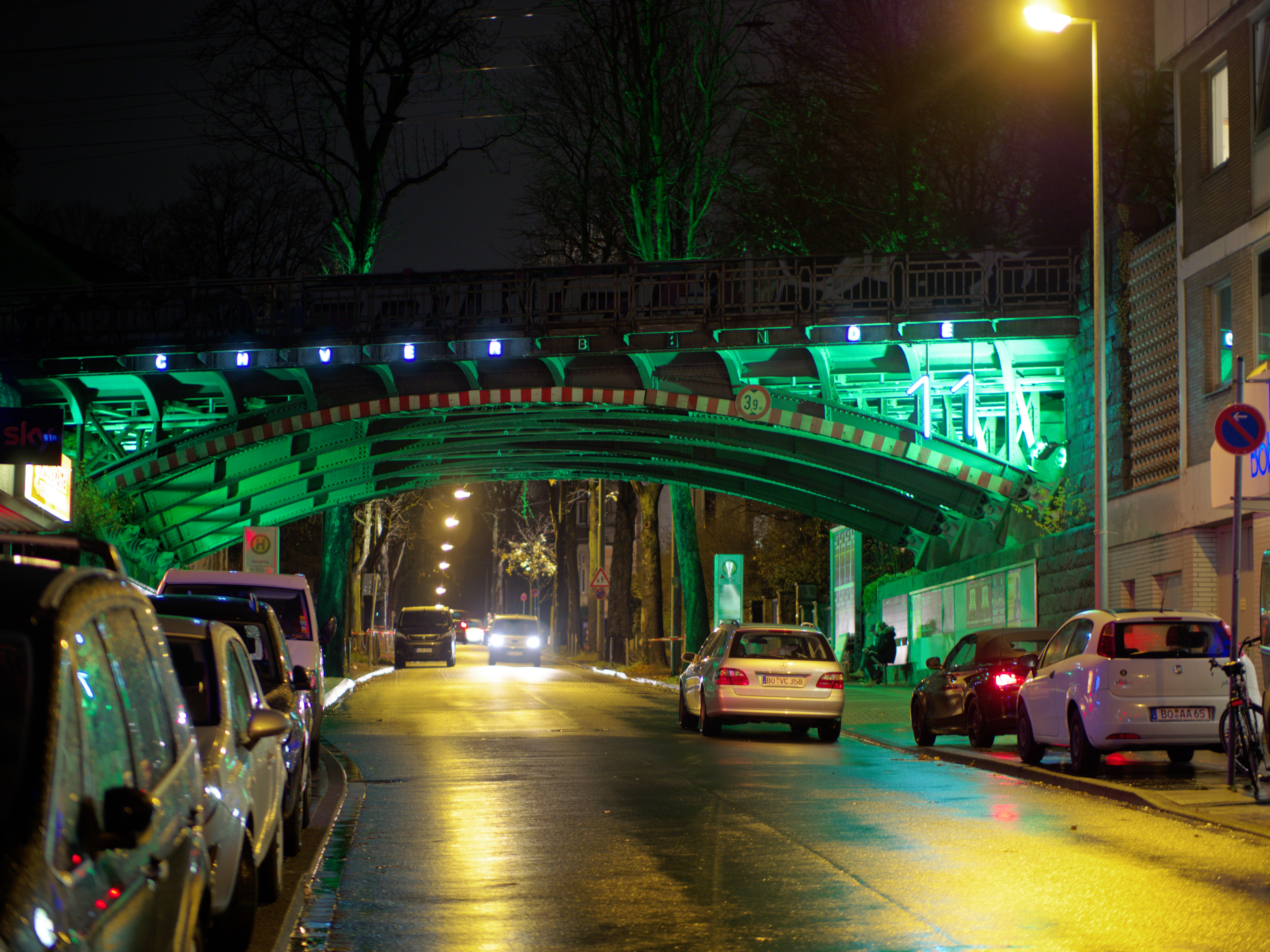
KunstLichtTor 11, Kortumstraße in Bochum, Lichtinstallation in Zusammenarbeit mit Jürgen LIT Fischer

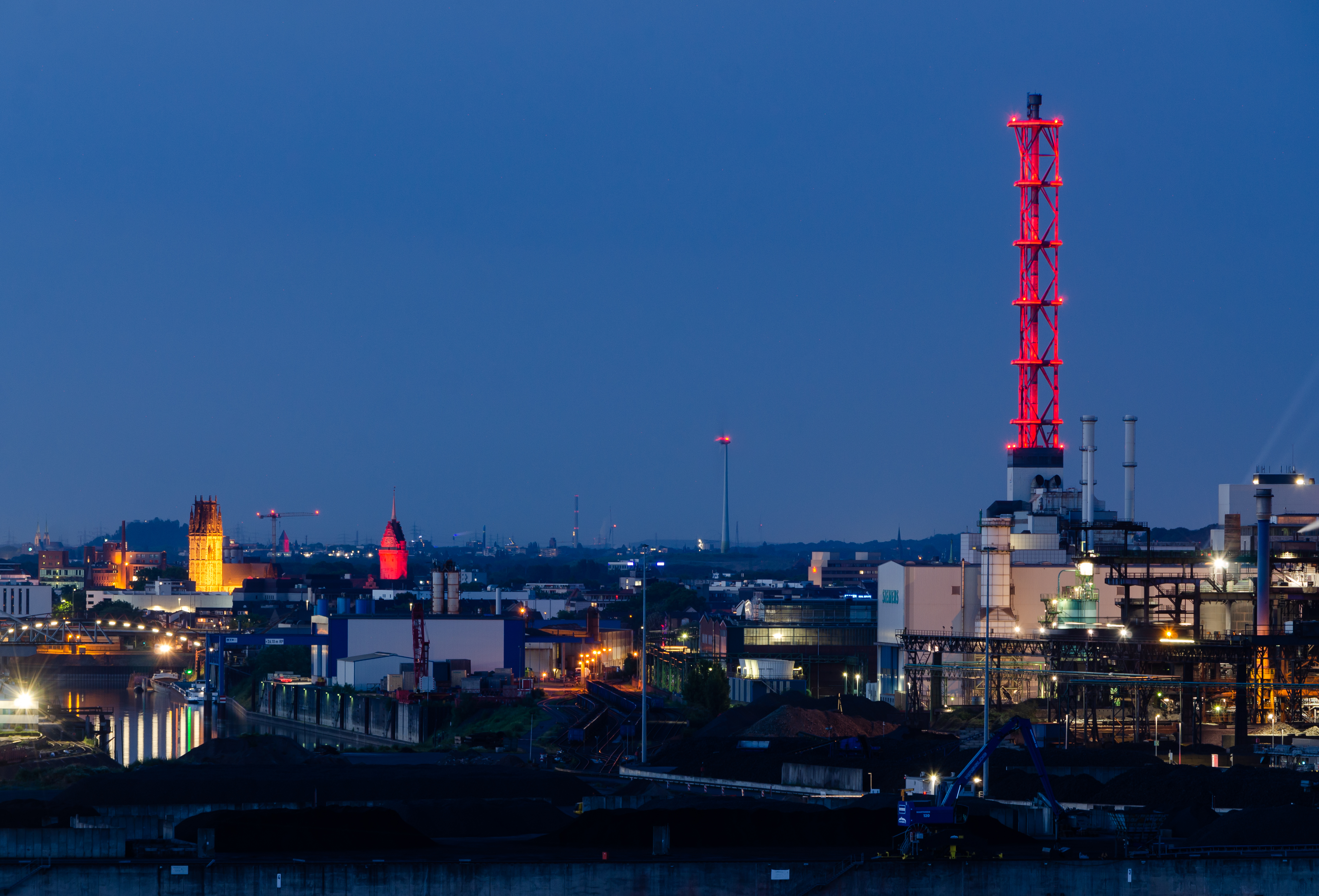
Stadtwerketurm Duisburg, Vedute am Außenhafen

Brdenk studierte in den Jahren 1979 bis 1981 zunächst Luftfahrttechnik/Flugzeugbau an der RWTH Aachen. 1981 wechselte er an die Universität-Gesamthochschule Essen, um Architektur zu studieren. 1989 schloss er dieses Studium als Dipl.-Ing. an der Universität Dortmund ab.
Nachdem er in den Jahren 1990 bis 1991 in den Bereichen Messe- und Hochbau als angestellter Architekt gearbeitet hatte, gründete er 1992 das Architekturbüro Planwerk in Essen. Schwerpunkte seiner Tätigkeit in der folgenden Zeit waren Hochbauarchitektur, Messe- und Ausstellungsbauten. Außerdem beschäftigte er sich mit Lichtarchitektur, Lichtkunst und Lichtgestaltung im öffentlichen Raum. Mit dem Düsseldorfer Künstler Jürgen LIT Fischer entwickelte er auf diesen Gebieten einige Projekte.
1998 wurde er in den Vorstand der Ortsgruppe Essen des Bundes Deutscher Architekten gewählt, von 2002 bis 2006 bekleidete er dort den Vorsitz. 2002 gehörte er zu den Gründern des „Forum Kunst und Architektur in Essen“, seit 2002 fungiert er in dieser Organisation als stellvertretender Vorsitzender. 
In den Jahren 2001 bis 2006 wirkte er als „Lichtkoordinator“ des Masterplans „Licht“ der Stadt Essen, von 2003 bis 2021 war er Mitglied im „Kulturbeirat“, von 2004 bis 2021 Mitglied der „Jury Kunst im öffentlichen Raum“ der Stadt. In Köln war er 2006 Mitglied der „Jury International City People Light Award“, der gleichen Jury gehört er 2008 in Venedig an. Im gleichen Jahr beriet er die RUHR.2010 in Fragen der Lichtkunst.

## Auszeichnungen
- 2001: Preisträger für die Stadt Essen im Wettbewerb „Förderung von künstlerisch orientierten Lichtprojekten im öffentlichen Raum“ des Ministeriums für Städtebau und Wohnen, Kultur und Sport des Landes Nordrhein-Westfalen
- 2004: Preisträger Renault Traffic Design Award für das Projekt „KunstLichtTore Bochum“ zusammen mit der Stadt Bochum
- 2011: Nominierung Deutscher Lichtdesign-Preis im Bereich Lichtkunst
- 2020: Preisträger Deutscher Lichtdesign-Preis im Bereich Außenbeleuchtung/Inszenierung-Wahrzeichen für das Projekt Stadtwerketurm Duisburg

## Schriften (Auswahl)
- als Herausgeber mit Feride Yaldizli: Licht.Stadt.Essen. Klartext-Verlag, Essen 2008.
- als Herausgeber mit Berger Bergmann: Architektur in Essen 1900–1960. Klartext-Verlag, Essen 2012.
- als Herausgeber mit Berger Bergmann: Architektur in Essen 1960–2013. Klartext-Verlag, Essen 2013.
- als Herausgeber mit Berger Bergmann: Architektur der Essener Plätze. Klartext-Verlag, Essen 2017.
- als Herausgeber mit Wolfgang Klever: In Weiss – Essener Architektur zwischen Bauhaus und Gegenwart. Klartext-Verlag, Essen 2019.
- Der Architekt Otto Bartning und seine Kirchen in Essen. In: Essener Beiträge. Beiträge zur Geschichte von Stadt und Stift Essen, Band 132 (2019).